# Cidariplura
Cidariplura (лат.) — род чешуекрылых из подсемейства совок-пядениц.

## Описание
Мотыльки небольших размеров, размах их крыльев достигает до 33 мм. Перевязи, очерчивающие срединное поле передних крыльев, и вершинная перевязь задних крыльев белые, с тёмной оторочкой. Подкраевая линия передних крыльев, в виде ряда тёмных отметин. У самцов щупик очень длинный, достигает, будучи загнут назад, второго или третьего сегментов.
Для части представителей: У самцов щупик очень длинный, достигает, будучи загнут назад, второго или третьего сегментов брюшка. Подкраевая линия на передних крыльях на большом протяжении неясная, у костального края —ясная, светлая, отделена от остальной части продольным, светлым штрихом, или же здесь с внутренней стороны с широкой чёрной оторочкой. В гениталиях самки копулятивная сумка не изогнута, её проток не сужен конически к корпусу копулятивной сумки.

## Систематика
В состав рода включают следующие виды:
- Cidariplura atayal Wu & Owada, 2013
- Cidariplura albolineata (Bethune-Baker, 1908)
- Cidariplura bilineata (Wileman & South, 1919)
- Cidariplura brevivittalis (Moore, 1867)
- Cidariplura butleri (Leech, 1900)
- Cidariplura chalybealis (Moore, 1867)
- Cidariplura dinawa (Bethune-Baker, 1908)
- Cidariplura dubia (Butler, 1889)
- Cidariplura gladiata Butler, 1879
- Cidariplura hani Chen, 1992
- Cidariplura ilana Wu & Owada, 2013
- Cidariplura maraho Wu & Owada, 2013
- Cidariplura modesta Leech, 1900
- Cidariplura nigrisigna (Wileman, 1915)
- Cidariplura nigristigmata Leech, 1900
- Cidariplura ochreistigma Leech, 1900
- Cidariplura olivens (Bethune-Baker, 1908)
- Cidariplura perfusca Swinhoe, 1895
- Cidariplura shanmeii Wu & Owada, 2013
- Cidariplura subhani Zhang & Han, 2009
- Cidariplura signata Butler, 1879

## Распространение
Представители рода встречаются на юге Палеарктики и в Ориентальной области.